# Kazincbarcika
Kazincbarcika er en by i det nordøstlige Ungarn med 23.990(2024) indbyggere. Byen ligger i provinsen Borsod-Abaúj-Zemplén.